# 克拉斯諾卡姆斯克
58°4′17″N 55°44′43″E / 58.07139°N 55.74528°E
克拉斯諾卡姆斯克 ，是俄羅斯彼爾姆邊疆區的一個城市，位於卡馬河畔。2002年人口53,724人。
1929年建城，1938年設市。